# Cryptoerithus
Genre
Cryptoerithus est un genre d'araignées aranéomorphes de la famille des Gnaphosidae.

## Distribution
Les espèces de ce genre sont endémiques d'Australie.

## Liste des espèces
Selon World Spider Catalog (version 19.5, 16/12/2018) :
- Cryptoerithus annaburroo Platnick & Baehr, 2006
- Cryptoerithus griffith Platnick & Baehr, 2006
- Cryptoerithus halifax Platnick & Baehr, 2006
- Cryptoerithus halli Platnick & Baehr, 2006
- Cryptoerithus harveyi Platnick & Baehr, 2006
- Cryptoerithus hasenpuschi Platnick & Baehr, 2006
- Cryptoerithus lawlessi Platnick & Baehr, 2006
- Cryptoerithus melindae Platnick & Baehr, 2006
- Cryptoerithus nichtaut Platnick & Baehr, 2006
- Cryptoerithus ninan Platnick & Baehr, 2006
- Cryptoerithus nonaut Platnick & Baehr, 2006
- Cryptoerithus nopaut Platnick & Baehr, 2006
- Cryptoerithus nyetaut Platnick & Baehr, 2006
- Cryptoerithus occultus Rainbow, 1915
- Cryptoerithus quamby Platnick & Baehr, 2006
- Cryptoerithus quobba Platnick & Baehr, 2006
- Cryptoerithus rough Platnick & Baehr, 2006
- Cryptoerithus shadabi Platnick & Baehr, 2006
- Cryptoerithus stuart Platnick & Baehr, 2006

## Systématique et taxinomie
Ce genre a été déplacé des Prodidomidae aux Gnaphosidae par Azevedo, Griswold et Santos en 2018.

## Publication originale
- Rainbow, 1915 : Arachnida collected in north-western South Australia. Transactions and Proceedings of the Royal Society of South Australia, vol. 39, p. 772-793 (texte intégral).